# Сывороткино (Торжокский район)
Сывороткино  — деревня в Торжокском районе Тверской области. Входит в состав Борисцевского сельского поселения.

## География
Находится в центральной части Тверской области на расстоянии приблизительно 7 км на юг по прямой от районного центра города Торжок.

## История
Деревня была отмечена еще на карте 1825 года. В 1859 году здесь (деревня Новоторжского уезда Тверской губернии) было учтено 25 дворов, в 1941 — 46.

## Население
Численность населения: 223 человека (1859 год), 18 (русские 94 %) в 2002 году, 16 в 2010.